# Operazione Royal Marine
L'operazione Royal Marine fu un'operazione militare nella seconda guerra mondiale, in cui mine navali vennero fatte galleggiare lungo i fiumi dalla Francia in Germania, per distruggere ponti, chiatte e altri mezzi di trasporto anfibio. Dopo rinvii, l'operazione venne effettuata nel maggio 1940 e causò alcuni danni e ritardi al traffico fluviale tedesco.

## Storia

### Le mine
Le mine vennero sviluppate appositamente per l'operazione dal MD1 (centro di ricerca e sviluppo militare britannico). Ogni mina conteneva 15 lb (6,8 kg) di TNT e, in base al tipo, veniva fatta galleggiare o rimbalzare lungo il letto del fiume; test sulle mine vennero effettuati nel Tamigi, nel dicembre 1939.

### Il piano
Il piano venne presentato al Consiglio dei Ministri nel mese di novembre da Winston Churchill, come rappresaglia contro la posa illegale di mine tedesche. (Sir Edward Spears sostenne che aveva inizialmente proposto l'idea di Churchill, quando visitarono la Francia orientale, nell'agosto del 1939, ma quando iniziò l'operazione, Churchill ritenne che l'idea era sua.) Le mine galleggianti dovevano essere messe nei fiumi nell'ovest della Germania da squadre britanniche sotto il comandante G. R. S. Wellby. Le mine avevano lo scopo di interferire con il traffico di chiatte ed altre barche e diventare inerti prima di raggiungere le acque neutrali. Il 6 marzo 1940, Wellby informò il Governo che le mine sarebbero state pronte per il rilascio dalle rive del fiume il 12 marzo e dalla RAF entro la metà di aprile. I neutrali dovevano essere avvertiti e le prime 300-400 mine fluviali rilasciate la notte del 14/15 marzo, ma dopo le obiezioni francesi il piano venne rinviato.

## Preludio
Nonostante le preoccupazioni del governo francese durante la strana guerra, oltre agli attacchi aerei tedeschi e alle rappresaglie contro i corsi d'acqua francesi, venne previsto che l'operazione avrebbe avuto luogo in contemporanea con l'operazione Wilfred, uno schema di minamento delle acque intorno alla Norvegia. La novità dell'operazione Royal Marine aveva lo scopo di distogliere l'attenzione americana dall'eventuale illegittimità dell'operazione Wilfred. Wilfred aveva lo scopo di costringere in acque internazionali i convogli tedeschi che trasportavano il minerale ferroso svedese, dove avrebbero potuto essere attaccati dalla Royal Navy. Simultaneamente attaccare la Germania con le mine fluviali aveva lo scopo di sviare le critiche secondo le quali gli Alleati non stavano muovendo guerra alla Germania, ma soltanto ai piccoli paesi intorno ad essa, e che sostenevano di proteggere.
Una decisione del Consiglio di guerra supremo anglo-francese il 28 marzo 1940, di iniziare l'operazione Royal Marine il 4 aprile e il rilascio aereo delle mine, il 15 aprile, venne opposta poco dopo dal Comitato di guerra francese per circa tre mesi. Era stato deciso che l'operazione Wilfred si tenesse il 5 aprile e venisse poi rinviata all'8 aprile, cancellando le parti successive del piano, quando giunse la notizia che la flotta tedesca era salpata. Gli inglesi e i francesi furono in grado di accettare che l'operazione Royal Marine sarebbe potuta iniziare non appena fosse iniziata l'offensiva tedesca ad ovest.

## L'operazione
Durante la prima settimana della campagna di Francia (10-17 maggio), i britannici posero 1.700 mine nel Reno vicino Soufflenheim, provocando la sospensione temporanea della maggior parte del traffico fluviale tra Karlsruhe e Magonza, e causando danni fino alla diga del fiume a Karlsruhe e a diversi ponti di barche. Entro il 24 maggio, più di 2.300 mine erano state rilasciate nei fiumi del Reno, della Mosella e della Mosa.
Venne previsto anche che la Royal Air Force (RAF) avrebbe rilasciato mine nel Reno tra Bingen am Rhein e Coblenza, nei canali e negli estuari dei fiumi che alimentano la baia di Helgoland. Piccole quantità di mine vennero gettate dagli aerei durante le fasi finali della campagna, ma il danno causato non poté essere misurato.